# Várzea (Santarém)
Várzea is een plaats (freguesia) in de Portugese gemeente Santarém en telt 1685 inwoners (2001).